# ران بارت (بازیکن فوتبال)
ران بارت (انگلیسی: Ron Barrett؛ زادهٔ ۲۲ ژوئیهٔ ۱۹۳۹) بازیکن فوتبال اهل بریتانیا است.
از باشگاه‌هایی که در آن بازی کرده‌است می‌توان به باشگاه فوتبال گریمزبی تاون اشاره کرد